# 長果巴西櫻桃
長果巴西櫻桃（学名：Eugenia involucrata），又名大果巴西櫻桃，是桃金孃科的常綠小喬木。因其果實長得像櫻桃，亦稱為 Cherry of the Rio Grande。原產於巴西，在巴西、普遍栽培，是一種主要生長於巴西的水果。台灣於2000年由屏東科技大學農園生產系引進。
是多分支喬木或灌木，可長至10-20呎高。小白花早期出現在春季和開花結實的季節持續數月進入夏季。葉2-3吋長，有光澤的綠色，葉片有些向下。成熟的長果巴西櫻桃為顏色暗紅色。
生長環境: 開花生長在充足的陽光或部分遮蔭環境，但此植物相當耐旱，但結果時不可缺水。植物是適合的各種土壤，但生長最好在部分酸性土壤。是優秀的盆植植物
繁殖:通過種子，生長相當迅速。從種子生長大約三~五年可產果。
用途:通常鮮食或用來做果醬，果凍。